# Muñeca

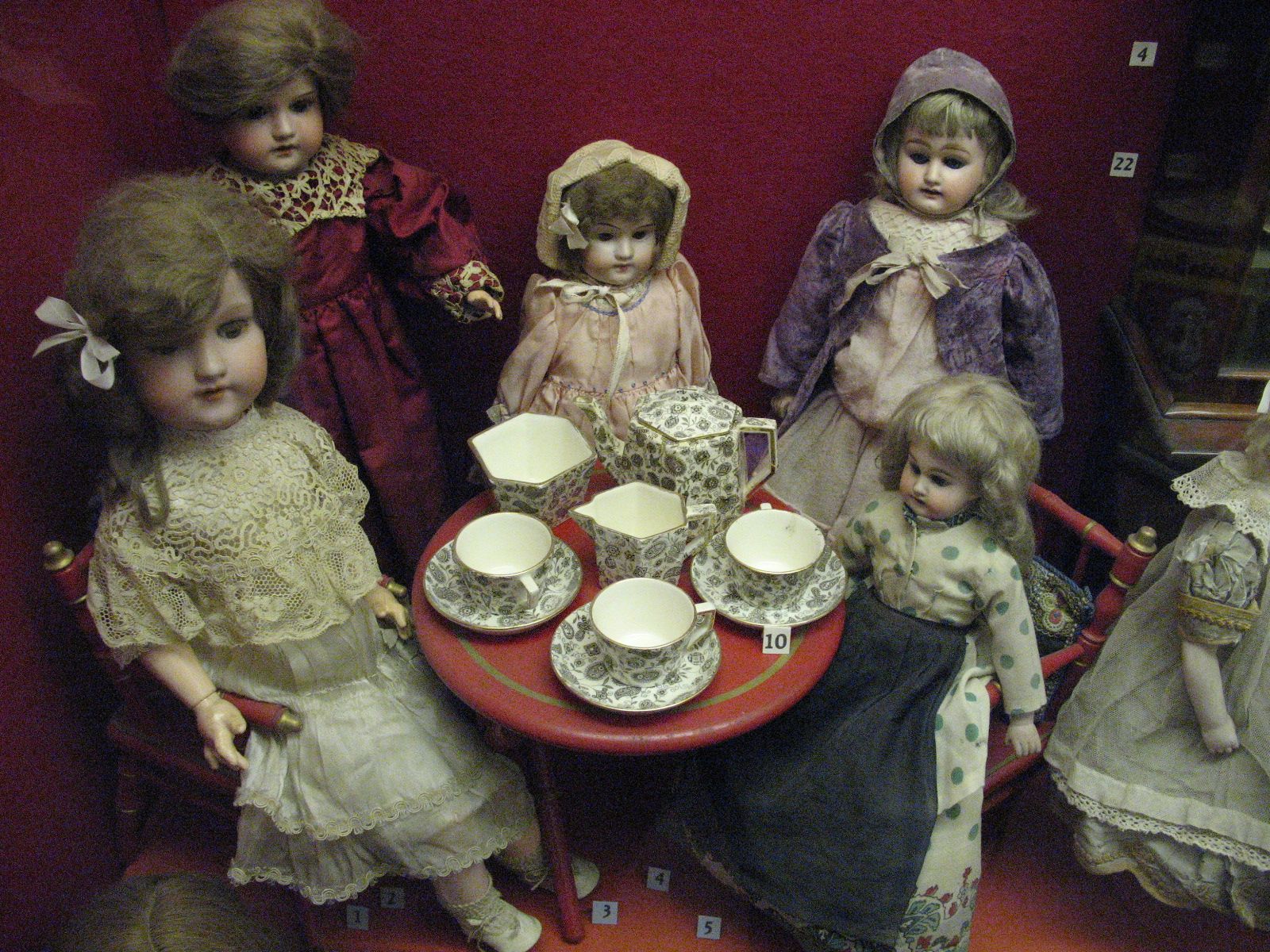
Escena con muñecas antiguas en el Museo de la Infancia de Edimburgo

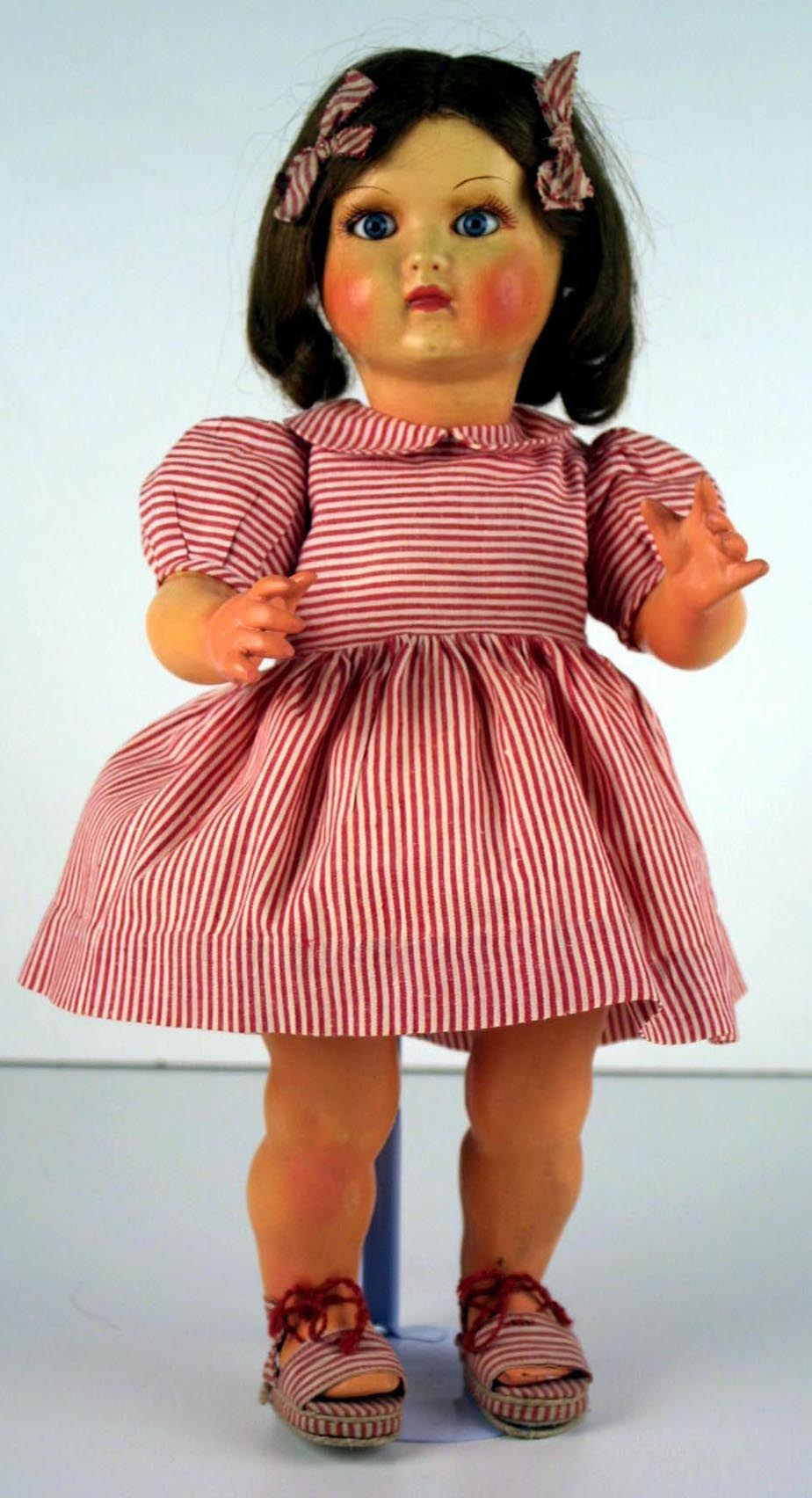
Primer modelo de la mítica muñeca española Mariquita Pérez.

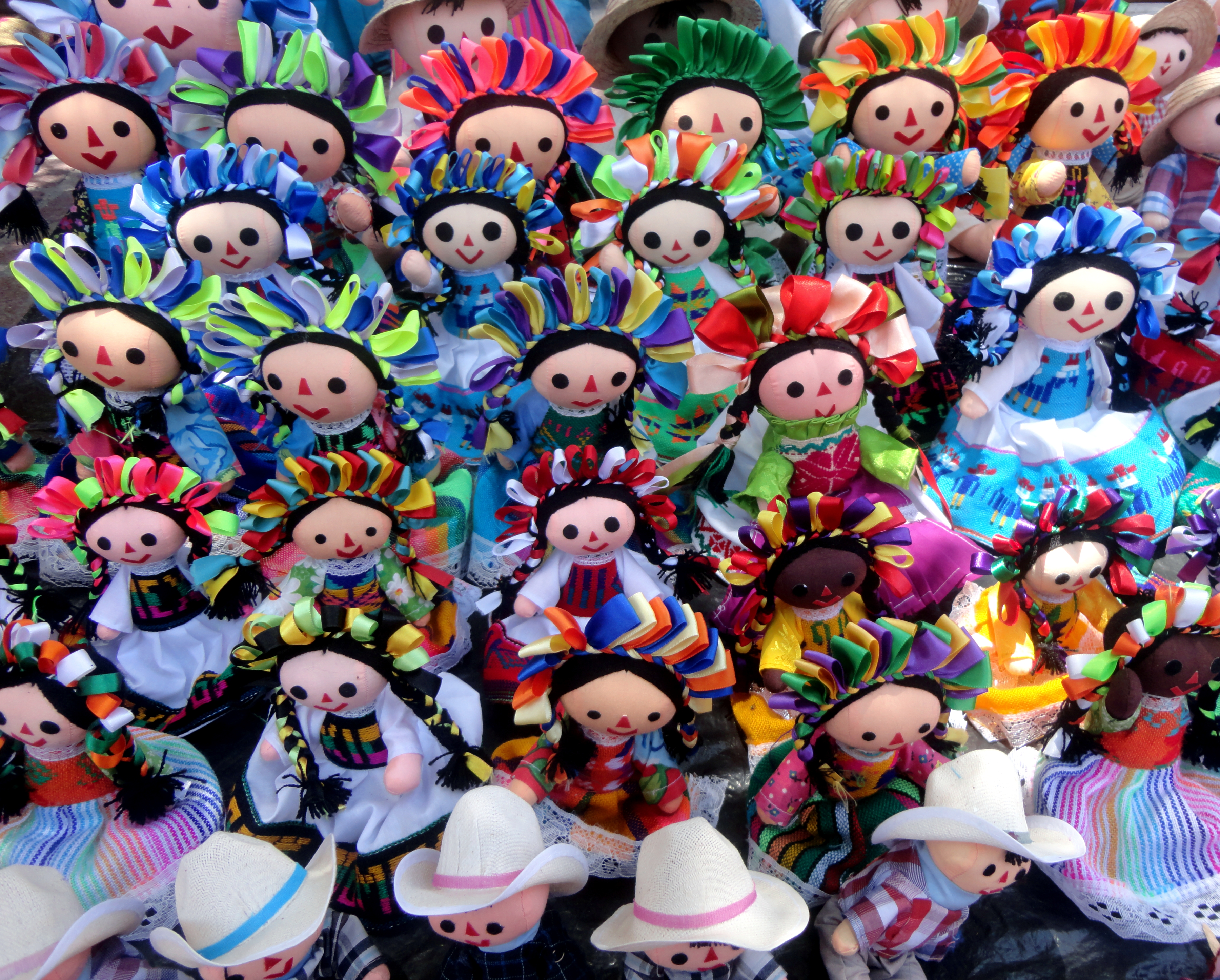
Muñecas «Lele», artesanía del pueblo Otomí de México.

Una muñeca es una figura, generalmente de un bebé, una niña o una mujer hecha de madera, trapo, cartón, plástico, etcétera, que sirve de juguete y entretenimiento a las niñas y niños. En determinadas ocasiones, desde el siglo XX también se fabrican colecciones o series destinadas a adultos que pueden estar fabricadas en madera, porcelana, celuloide o cera.
Los antiguos egipcios las hacían con pedazos lisos de madera, los japoneses con papel doblado, los antiguos pobladores americanos con lana o tela, los alemanes del siglo XIX con porcelana y los esquimales con piel de foca. Las personas adultas las coleccionan y los infantes las miman.
«La mayoría de las figuras semejantes a muñecas de los primeros tiempos eran objetos mágicos o religiosos, no juguetes», afirma The World Book Encyclopedia. Los antiguos egipcios del periodo predinástico pintaban prendas de vestir decoradas sobre pequeños trozos de madera en forma de paleta y luego los adornaban con sartas de cuentas de arcilla para representar el cabello. Después colocaban estas “muñecas paleta” en las tumbas de sus muertos creyendo que les harían de sirvientes en la otra vida, un precedente de los posteriores ushebti. En las Antillas desde el siglo XVII, las personas que querían vengarse de alguien clavaban alfileres en muñecos de vudú con la esperanza de causarles daño a sus enemigos.
Las muñecas son juguetes destinados a los niños y niñas, en los que pueden recrear algunas de las labores propias de la maternidad o paternidad: cambiarlas de ropa, peinarlas, mecerlas, acostarlas, etc. Para ello, se venden todo tipo de accesorios relacionados con la muñeca: vestidos y conjuntos para diferentes épocas del año, artículos de tocador, cunas, cochecitos, etc. Para los niños, las muñecas, además, constituyen ideales compañeras de juegos. 
A lo largo del siglo XX el diseño de las muñecas se fue sofisticando de tal modo que se han lanzado modelos que ejecutan las más diversas acciones: hablar, segregar mocos, hacer de vientre o simplemente mover alguna parte de su cuerpo. En todos estos casos, los juguetes van accionados por pilas desechables. Algunas, como Barbie, incluso han llegado a echarse novio (Ken) que cuenta con coche, roulotte y otros objetos que lo convierten en la pareja ideal. En el arte, el pintor venezolano Armando Reverón creó misteriosas y antropomórficas muñecas junto a las cuales realizaban escenas teatrales.

## Historia

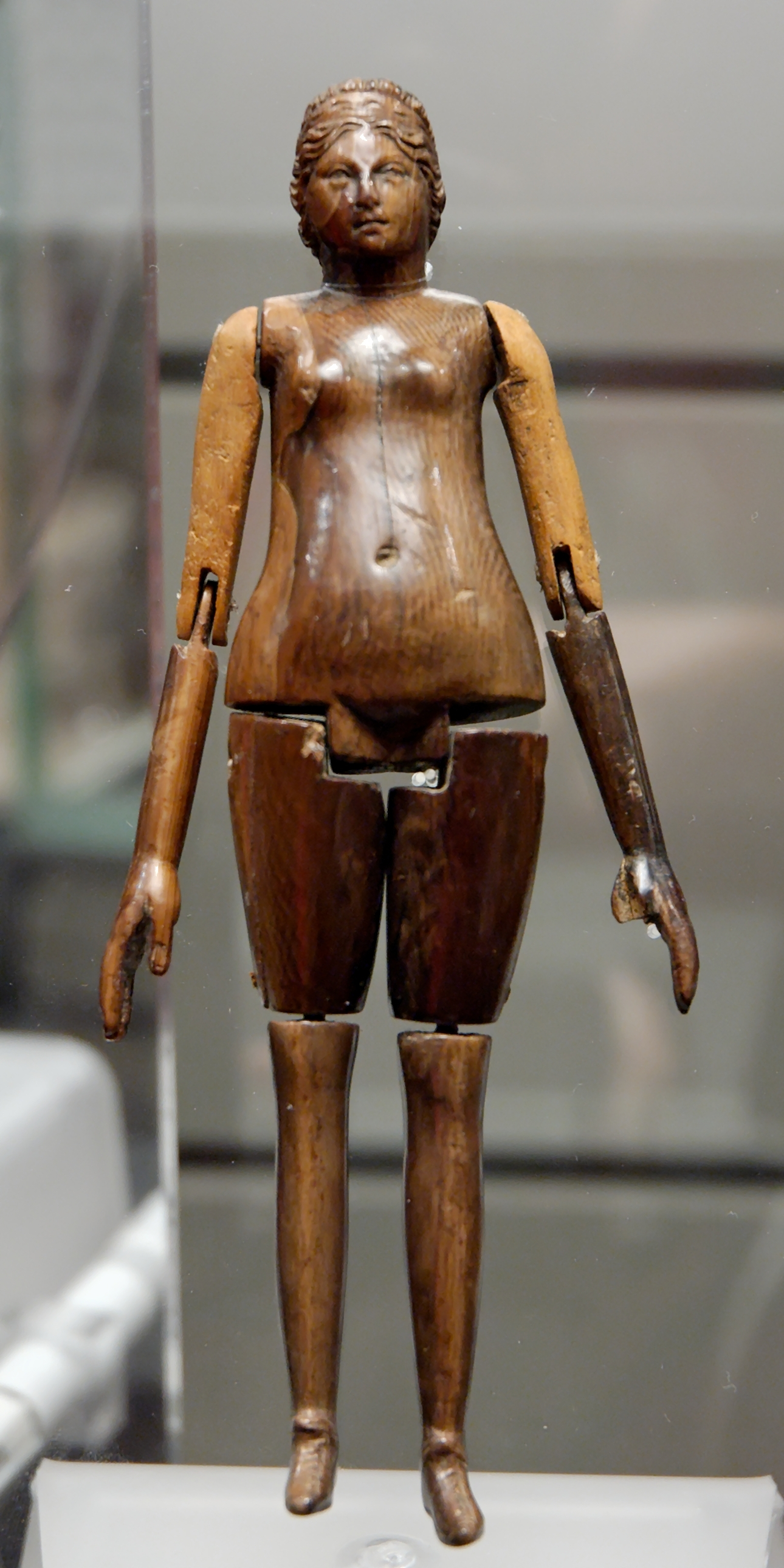
Muñeca romana de marfil, hallada en el sarcófago de una niña, de finales del. Muchas muñecas entonces ya contaban con prendas reales a escala para que la niña pudiera jugar a vestirla.

En todos los tiempos y en todos los países se ha procurado la manera de divertir a los niños. La arqueología ha encontrado muñecas en excavaciones de tumbas egipcias datadas del siglo XXI a. C. Esto hace pensar que quizás se trate de los juguetes más antiguos de la historia.
Parece que era costumbre entre los antiguos enterrar a los niños con sus juguetes o, cuando menos, grabarlos sobre sus sepulcros, costumbre que se conservó aun en los primeros años del cristianismo.
Tanto los romanos como los griegos disponían ya de muñecas articuladas con las que las niñas podían jugar. Plutarco, Aristóteles, Platón y Horacio mencionan figurillas movibles por medio de hilos o alambres para diversión de la infancia. Y se sabe que a comienzos de la era cristiana existían casas de muñecas.

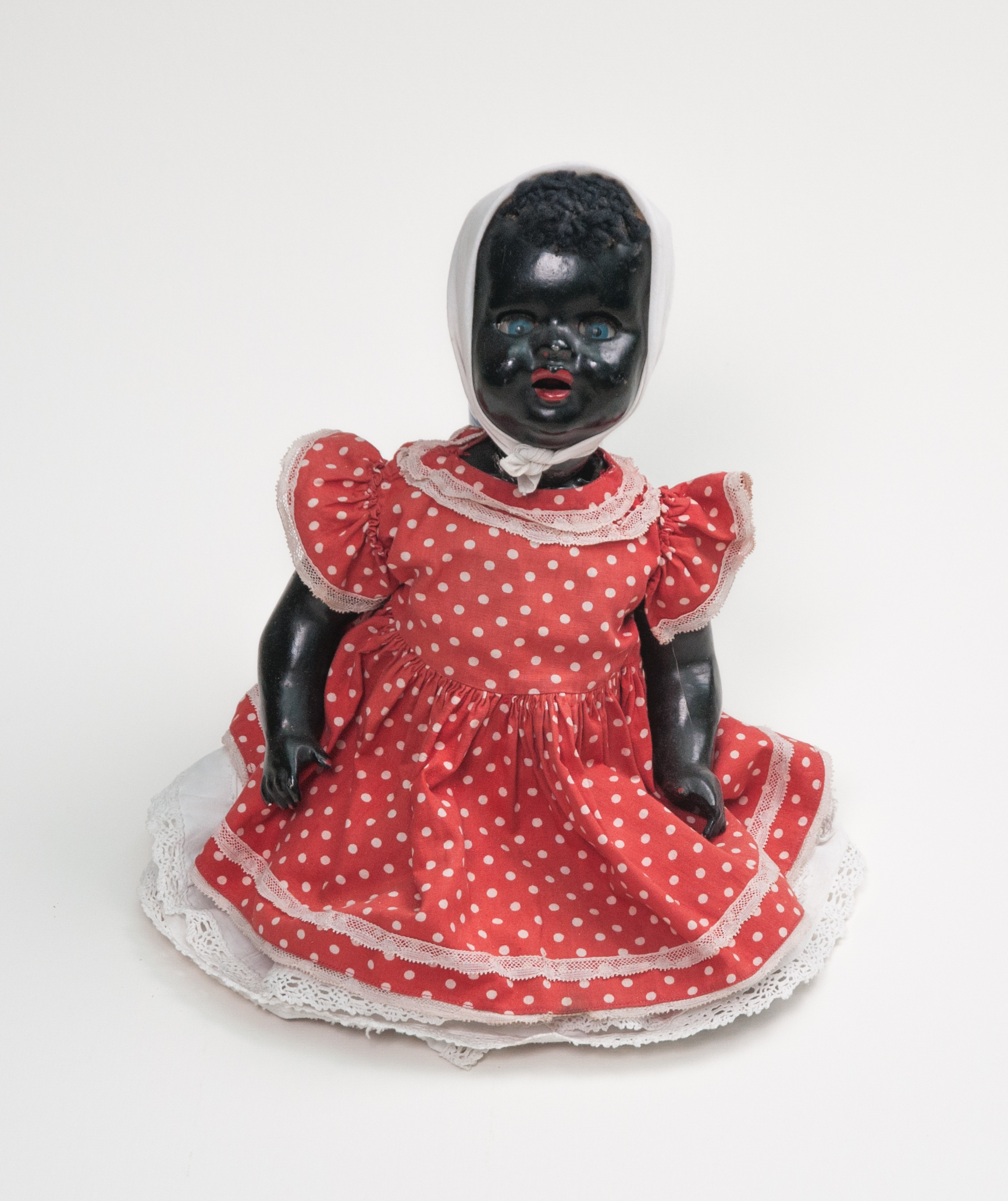
Muñeca «cachirla»

Las muñecas con que suelen jugar las niñas eran bien conocidas de los antiguos y en especial de los romanos. Solían hacerlas de marfil, boj, yeso y cera. Cuando las jóvenes núbiles se casaban iban a colgar en los altares de Venus las muñecas que les habían servido para entretenerse en los primeros años.

### Muñecas japonesas

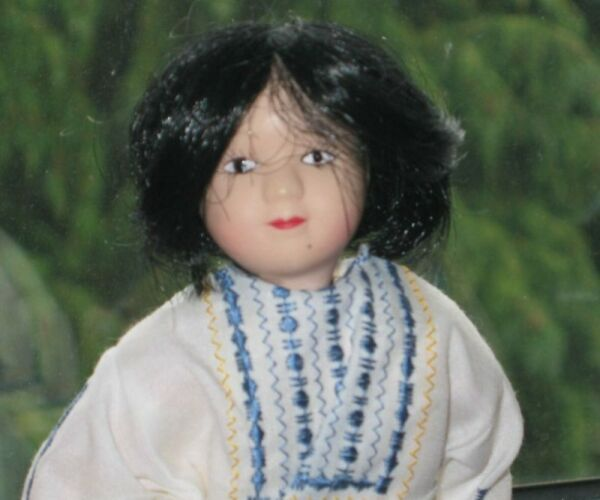
Muñeca japonesa

En Japón, las muñecas son el tema de una celebración denominada Hina Matsuri, o fiesta de las Muñecas, que se lleva a cabo todos los años el día 3 de marzo. Esta festividad, también conocida como la fiesta de las niñas, «se deriva de varias costumbres diferentes», señala la obra Una Enciclopedia Ilustrada de Japón. Y añade: «Una de ellas es un rito de purificación chino que se celebraba a orillas de un río a principios del tercer mes lunar. Durante el período Heian (794-1185), los cortesanos hacían llevar adivinos al palacio el tercer día del tercer mes para que los libraran de sus impurezas, las cuales eran transferidas a imágenes de papel [...] que se arrojaban al río o al mar».

### Muñecas en Europa

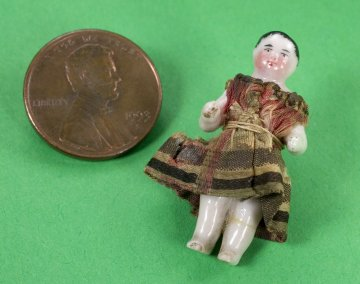
Una «Frozen Charlotte», diminuta muñeca estadounidense de mediados del, en la colección permanente del Museo de los Niños de Indianápolis.

Durante el siglo XIX se reconoció que el juego cumple un papel importante en el desarrollo infantil. Como resultado, en Europa prosperó la industria de las muñecas. Ya en 1824, los alemanes habían creado un mecanismo que permitía a sus muñecas decir “mamá” y “papá”. Años más tarde, todavía en el siglo XIX, fabricaron muñecas que caminaban. El inventor estadounidense Thomas Edison incluso diseñó un fonógrafo en miniatura que lograba que algunas muñecas “hablaran”. Mientras tanto, los franceses crearon la Bébé Gourmand, que podía comer. También destacaron por sus muñecas tipo maniquí, que venían vestidas con trajes muy elaborados y para las que se vendían accesorios como peinetas, prendas de piel, abanicos y muebles.
Durante el siglo XX hubo un crecimiento extraordinario en la producción de muñecas. El empleo del plástico desde finales de la década de 1940 permitió fabricar modelos más baratos que a la vez tenían muchos detalles. La muñeca Barbie de plástico ha dominado el mercado desde su aparición en 1959, pues se han vendido más de mil millones de unidades; tan solo en el año 1997, su creador ganó más de 1.800 millones de dólares gracias a ella.

### Época industrial
Durante el siglo XIX, las cabezas de las muñecas se hacían a menudo de porcelana y se combinaban con un cuerpo de cuero, tela, madera o materiales compuestos, como papel maché o composition, una mezcla de pasta de papel, serrín, pegamento y materiales similares. Con la llegada de los materiales polímero y plástico en el siglo XX, la fabricación de muñecas se desplazó en gran medida a estos materiales. El bajo coste, la facilidad de fabricación y la durabilidad de los materiales plásticos permitieron producir en masa nuevos tipos de muñecas a un precio más bajo. Los primeros materiales fueron el caucho y el celuloide. A partir de mediados del siglo XX, el vinilo blando se convirtió en el material dominante, en particular para las muñecas infantiles.  A partir del siglo XX, tanto las muñecas de porcelana como las de plástico se fabrican directamente para el mercado de coleccionistas adultos. Las resinas sintéticas como el poliuretano se asemejan a la porcelana en su textura y se utilizan para muñecas de colección.

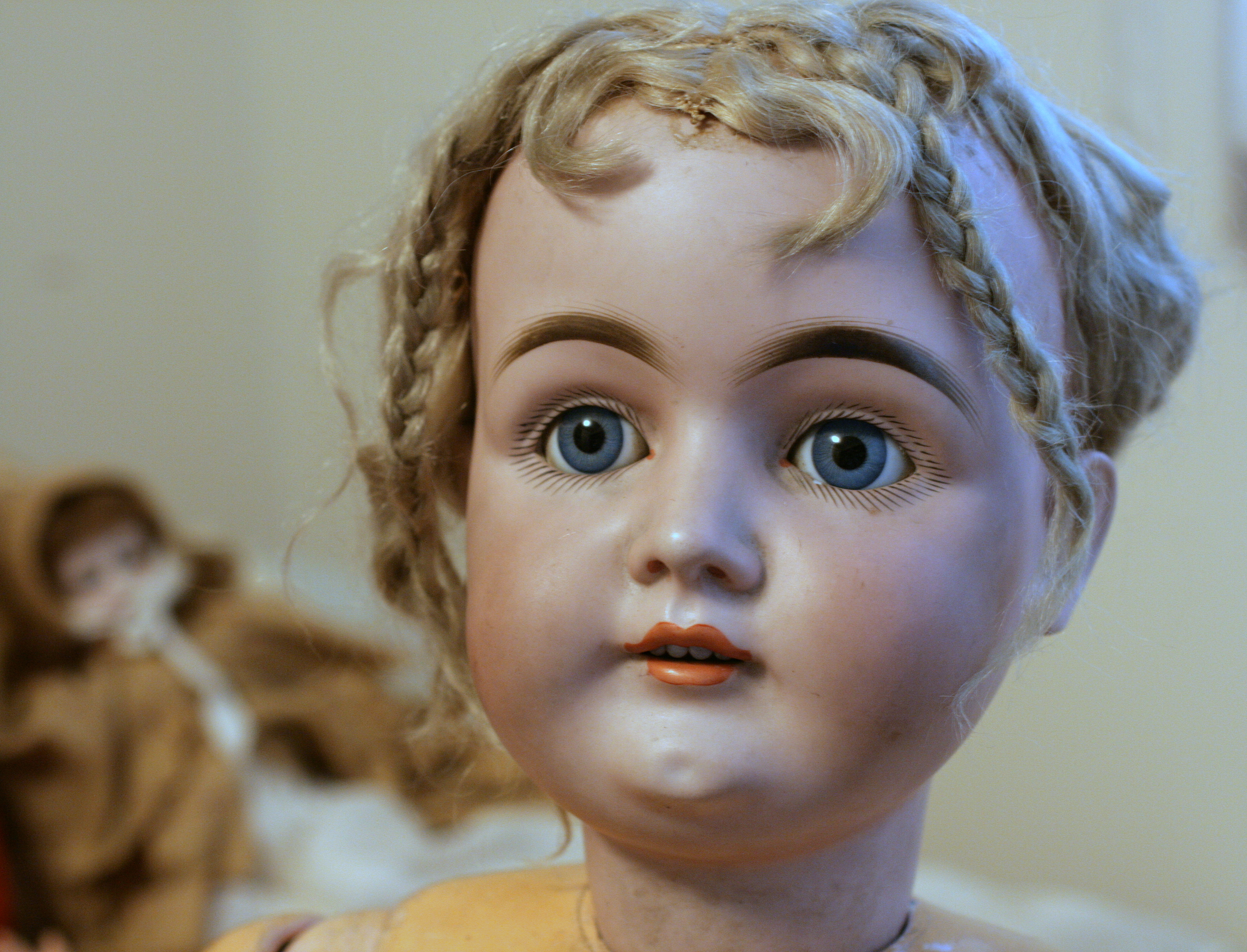
Una muñeca de porcelana alemana de alrededor de 1900.

Los coleccionistas distinguen entre muñecas de porcelana, hechas de porcelana esmaltada, y muñecas de bizcocho, hechas de porcelana bizcochada sin esmaltar. Una muñeca de porcelana antigua típica tiene una cabeza de porcelana blanca esmaltada con el pelo pintado y moldeado y un cuerpo de tela o cuero. El nombre proviene de china que se utiliza para referirse al material porcelana. Fueron producidos en masa en Alemania, alcanzando su máxima popularidad entre 1840 y 1890 y vendiéndose por millones. Las muñecas Parian también se fabricaron en Alemania, entre 1860 y 1880. Están hechas de porcelana blanca similar a las muñecas de porcelana, pero la cabeza no está sumergida en esmalte y tiene un acabado mate. Las muñecas de porcelana se caracterizan por su acabado realista, similar a la piel mate. Tuvieron su pico de popularidad entre 1860 y 1900 con las muñecas francesas y alemanas. Las antiguas muñecas de porcelana alemanas y francesas del siglo XIX se fabricaban a menudo como juguetes para niños, pero las muñecas de porcelana contemporáneas se fabrican principalmente para el mercado de coleccionistas. Las muñecas de cera realistas y de apariencia real eran populares en la Inglaterra victoriana.
Hasta mediados del siglo XIX, las muñecas europeas se fabricaban principalmente para representar a adultos. Las muñecas infantiles y, más tarde, las omnipresentes muñecas bebé no aparecieron hasta 1850. Pero, a finales del siglo XIX, las muñecas bebé y las muñecas infantiles se habían impuesto en el mercado. Hacia 1920, las muñecas bebé solían estar hechas de una composición con un cuerpo de tela. El pelo, los ojos y la boca estaban pintados. En el cuerpo se cosía una caja de resonancia que gritaba ma-ma cuando se inclinaba la muñeca, lo que les dio el nombre de muñecas mamá. En 1923, el 80% de las muñecas que se vendían a los niños en Estados Unidos eran muñecas Mama. 

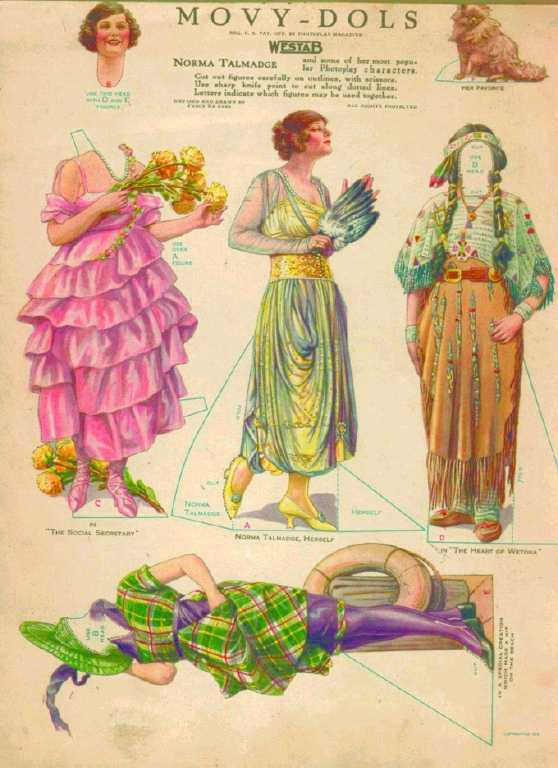
Muñeca de papel que representa a la actriz Norma Talmadge y algunos de sus trajes de cine, 1919.

Las muñecas de cartón están recortadas en cartón, con ropas separadas que suelen sujetarse a las muñecas mediante lengüetas plegables. Suelen reflejar estilos contemporáneos, y las bailarinas de papel del siglo XIX fueron de las primeras muñecas de famosos. La muñeca Shirley Temple de los años 30 vendió millones de ejemplares y fue una de las muñecas famosas de mayor éxito. Las pequeñas muñecas Kewpie de celuloide, basadas en ilustraciones de Rose O'Neill, fueron muy populares a principios del siglo XX. Madame Alexander creó la primera muñeca coleccionable basada en un personaje con licencia: Scarlett O'Hara de Lo que el viento se llevó.
Las casas de muñecas contemporáneas tienen su origen en las vitrinas europeas del siglo XVII. Las primeras casas de muñecas se fabricaban a mano, pero, tras la Revolución Industrial y la Segunda Guerra Mundial, cada vez se producían más en serie y eran más asequibles. Durante el siglo XX, las casas de muñecas para niños se han fabricado con tin litho, plástico y madera. Las casas contemporáneas para coleccionistas adultos suelen ser de madera.
Los primeros juguetes de peluche modernos se fabricaron en 1880. Se diferencian de las muñecas de trapo anteriores en que están hechos de felpa y suelen representar animales en lugar de seres humanos. Teddy bears apareció por primera vez en 1902-1903. 
Las muñecas negras se han diseñado para parecerse a personas de piel oscura, desde estereotipos hasta representaciones más exactas. Las muñecas de trapo fabricadas por esclavos estadounidenses servían de juguetes a los niños esclavos. Golliwogg era un personaje de muñeco de trapo de un libro infantil de finales del siglo XIX que fue ampliamente reproducido como juguete. El muñeco tiene la piel muy negra, los ojos bordeados de blanco, labios de payaso y el pelo encrespado, y ha sido descrito como una caricatura antinegra. Los primeros muñecos negros producidos en masa eran normalmente versiones oscuras de sus homólogos blancos. Las primeras muñecas negras estadounidenses con rasgos faciales africanos realistas se fabricaron en la década de 1960.
Las muñecas de moda están diseñadas principalmente para ser vestidas de acuerdo con las tendencias de la moda y suelen seguir el modelo de las adolescentes o las mujeres adultas. Las primeras muñecas de moda eran muñecas de porcelana francesas de mediados del siglo XIX. Las muñecas de moda contemporáneas suelen estar hechas de vinilo. La Barbie, de la empresa juguetera estadounidense Mattel, dominó el mercado desde su creación en 1959.  Bratz fue la primera muñeca en desafiar el dominio de Barbie, alcanzando el cuarenta por ciento del mercado en 2006. 
Las figuras de acción de plástico, que a menudo representan superhéroes, se venden principalmente a los chicos. Las muñecas de moda y las figuras de acción suelen formar parte de una franquicia mediática que puede incluir películas, televisión, videojuegos y otros productos relacionados. Los muñecos Bobblehead son muñecos de plástico coleccionables con la cabeza unida al cuerpo por un muelle o gancho de tal forma que la cabeza se balancea. A menudo retratan a jugadores de béisbol u otros atletas.

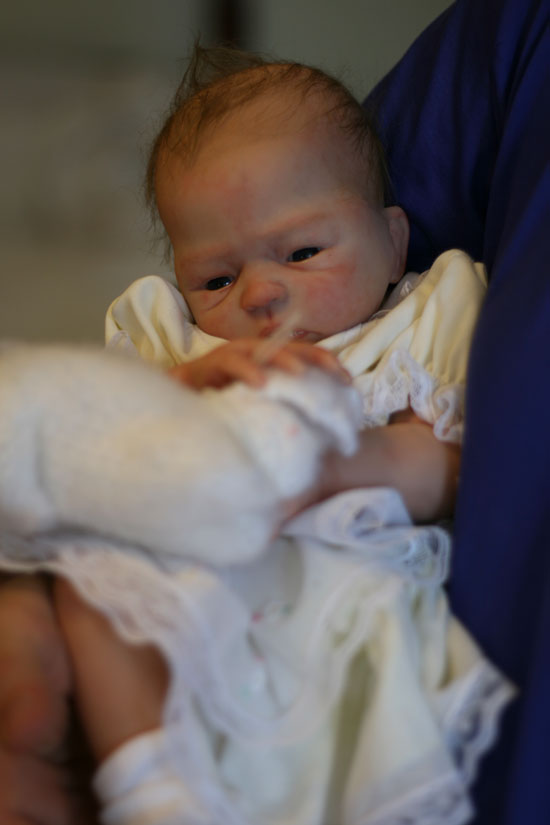
Una muñeca reborn, personalizada para representar de forma realista a un bebé humano.

Con la introducción de los ordenadores e Internet, aparecieron las muñecas virtuales y en línea. Suelen ser similares a las muñecas de papel tradicionales y permiten a los usuarios diseñar muñecas virtuales y arrastrar y soltar ropa sobre muñecas o imágenes de personas reales para jugar a vestirlas. Entre ellas se encuentran KiSS, Stardoll y Dollz.
También con la llegada de Internet, las muñecas de colección se personalizan y se venden o exponen en línea. Los Reborn dolls son muñecos de vinilo que han sido personalizados para parecerse a un bebé humano con el mayor realismo posible. A menudo se venden en línea a través de sitios como eBay. Las ball-jointed dolls (BJDs) asiáticas están fundidas en resina sintética en un estilo que se ha descrito como realista e influenciado por el anime.  Las BJD asiáticas y las Asian fashion doll como Pullip y Blythe suelen personalizarse y fotografiarse. Las fotos se comparten en comunidades en línea.

## Instrumentos didácticos

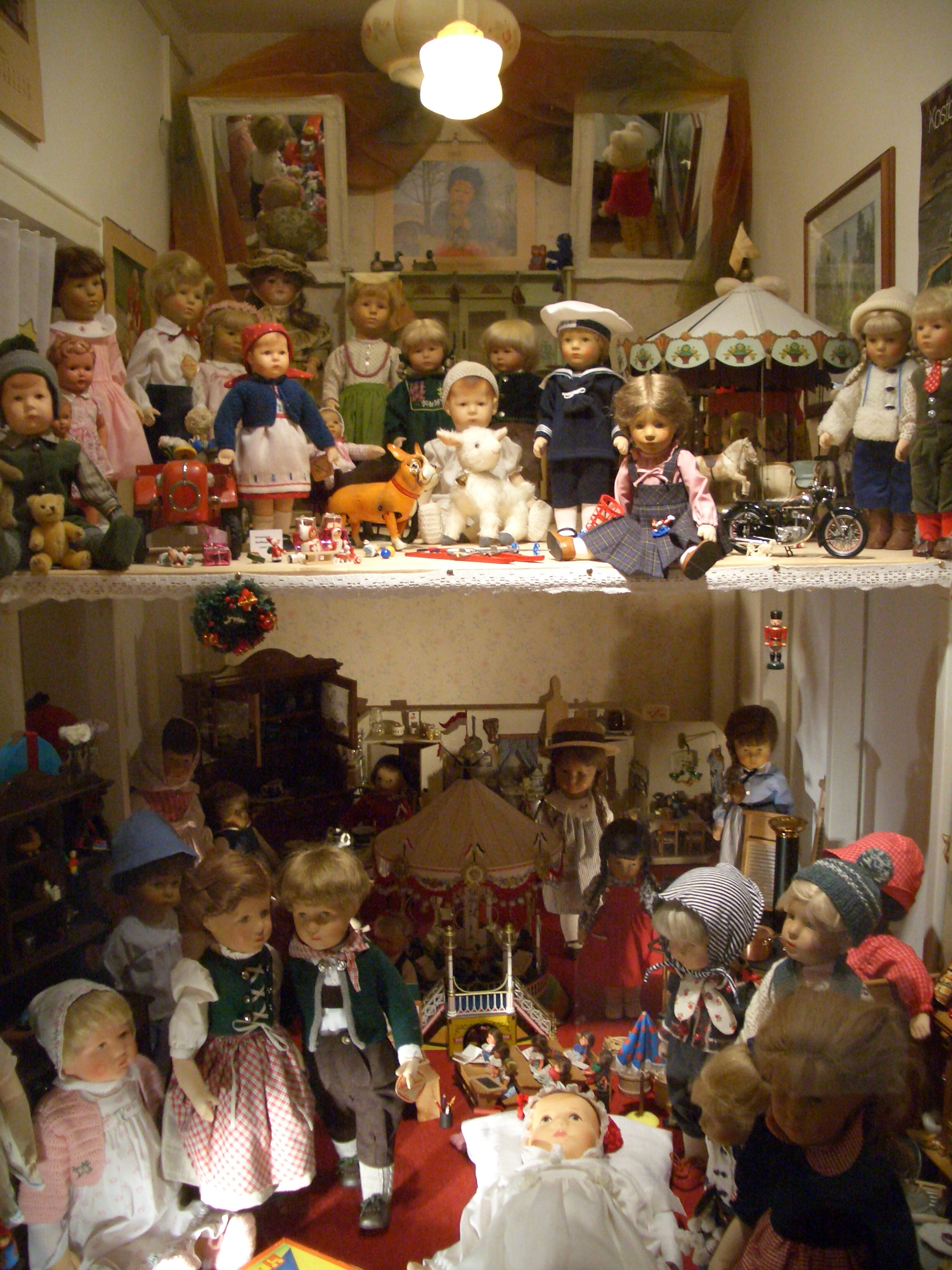
Colección de muñecas

Los indios pueblo del suroeste de Estados Unidos utilizaban muñecos kachina, tallados en raíces de cactus o en pino, para enseñar a sus hijos sobre las deidades de su tribu. Durante una ceremonia especial, un miembro de la comunidad se vestía y actuaba como uno de los dioses. Después, los padres daban a sus hijos un muñeco con la forma de ese dios para que jugaran y así se familiarizaran con el dios.
«Las muñecas proporcionan una vía para canalizar los sentimientos heridos, la cólera y otras emociones infantiles. [...] Este tipo de juguetes permite a los niños ensayar los papeles que esperan desempeñar cuando crezcan» —explica The World Book Encyclopedia. Durante la fiesta del día de los Niños que se celebra en Japón cada mes de mayo, se expone la figura de un joven vestido con la armadura completa de un guerrero tradicional. Este muñeco se utiliza como modelo para animar a los jóvenes a convertirse —de acuerdo con la cultura local— en miembros fuertes y respetables de la sociedad.
Cualquiera que haya presenciado alguna vez los juegos infantiles sabe que sea que las muñecas estén hechas de tela, papel, madera, plástico o cualquier otro material, son algo más que simples juguetes. Son las amigas, compañeras de juego e incluso confidentes de la infancia.

## Muñecas parlantes

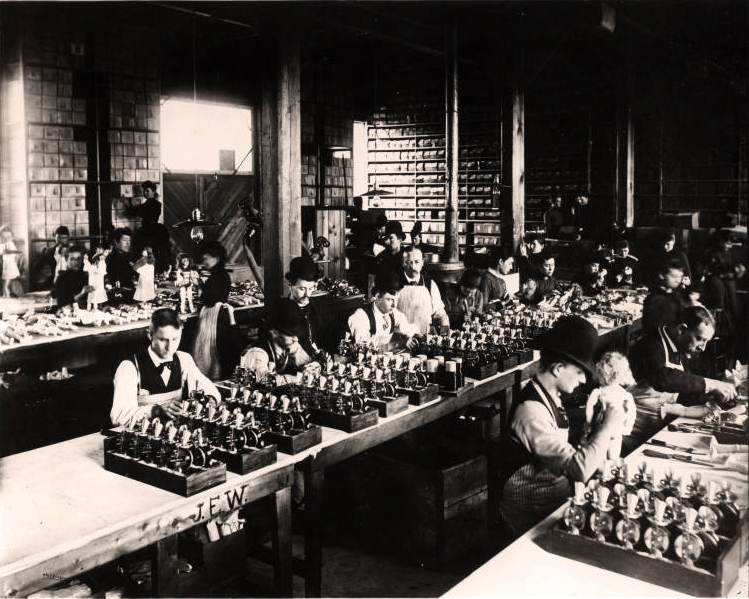
Fábrica de muñecas parlantes Edison

Son un tipo de muñecas dotadas con un tocadiscos en miniatura accionado por un mecanismo de cuerda o a pilas, capaz de reproducir distintos sonidos, como canciones infantiles o el lloro o la risa de un bebé. La primera de estas muñecas fue ideada en 1877 por el inventor estadounidense Thomas Edison, que incorporó un fonógrafo en miniatura en el interior del juguete, comercializado como muñeca parlante Edison.

## Tipos de muñecas
- Matrioshkas
- Muñecas Kachina
- Muñeca de porcelana
- Figura de acción

## Materiales
| - Arcilla - Cartón piedra - Celuloide - Cera - Escayola - Lana - Madera - Pasta | - Papel recortable - Plástico - Porcelana - Resina - Tela o trapo - Terracota - Vinilo |